# Alcis fasciata
Alcis fasciata là một loài bướm đêm trong họ Geometridae.